# Artifex
Artifex este o companie producătoare de textile din Focșani, înființată în anul 2005.
În anul 2015, Artifex era unul dintre cei mai mari jucători din industria textilă din România, după cifra de afaceri și numărul de angajați.
Număr de angajați:
- 2015: 1.500 [2]
- 2010: 950 [2]

Cifra de afaceri:
- 2015: 34,9 milioane euro
- 2014: 120 milioane lei [2]
- 2010: 72 milioane lei (16,7 milioane euro) [2][1]
- 2009: 57 milioane lei (13,5 milioane euro) [1]